# Mogi das Cruzes Basquete
El Grêmio Esportivo Mogiano o, como actualmente se lo conoce, Mogi das Cruzes/Helbor es una institución deportiva dedicada principal y profesionalmente al baloncesto. Ubicado en Mogi das Cruzes, en el estado de São Paulo y fundado en 1984, participa del Novo Basquete Brasil, máxima división profesional de dicho deporte en el país.

## Historia
El equipo comenzó a participar en campeonatos nacionales en 1997, en la Liga Brasileña de Baloncesto tras haber sido campeón en 1996 del Campeonato Paulista de Basquete. En su primera participación nacional llegó hasta semifinales siendo eliminado por el Franca BC. Tras participar en ocho ediciones consecutivas del certamen, deja su plaza en el 2005 alegando problemas económicos.
Tras unos años, volvió a la práctica del deporte de manera profesional. Primero accedió a disputar el campeonato Paulista, donde llegó a la final en el 2011 y así accedió a la Copa Brasil Sudeste 2012, donde terminó tercero, y así accedió a la Super Copa Brasil. Al lograr ser campeón de copa accedió a la renovada máxima categoría nacional, el Novo Basquete Brasil.
Desde entonces participa en dicho certamen. Durante su primera temporada logró mantener la categoría al quedar decimocuarto sobre dieciocho equipos, con 11 victorias y 23 derrotas. En su segunda temporada tuvo un mejor desempeño y, al terminar en semifinales, clasificó a la Liga Sudamericana de Clubes 2014.

## Datos del equipo
- Temporadas en Primera División:
  - Liga Brasileña de Baloncesto: 8 (1996 a 2003)
  - Novo Basquete Brasil: (2012-13 - actualidad)

## Jugadores destacados
- Gibão
- Thiaguinho
- Wagnão

## Palmarés
- Campeón Super Copa Brasil 2012
- Campeón Campeonato Paulista de Básquet 1996 y 2016